# Edifici del carrer de Montcada, 11 (Tortosa)
L'edifici del carrer de Montcada, 11 és una obra del municipi de Tortosa (Baix Ebre) inclosa en l'Inventari del Patrimoni Arquitectònic de Catalunya.

## Descripció
Es tracta d'un vell edifici de planta baixa i tres pisos. Presenta tres façanes, la lateral dona a un carreró cobert en el seu inici per un arc rebaixat, i edificat a sobre, i la posterior, amb composició regular de buits, dona al carreró perpendicular a l'anterior. La façana principal, al carrer Montcada, presenta a la planta baixa quatre portals, dos amb arcs rebaixats, que creen quatre eixos verticals que ordenen els balcons superiors, de barrots. La planta noble (segona) té balconada central i els balcons del pis superior són de proporcions més reduïdes. Al parament domina el carreu, amb les façanes arrebossades i pintades de roig. Hi destaca, a l'interior, el cobriment de la caixa de l'escala simulant una volta de creueria, amb relleus estucats (nervis i clau ornada) pintats de groc i blau. Els paraments laterals presenten ulls de bou i sota l'escala de fàbrica hi té ornaments estucats sota les voltes. Les cobertes són de teula.

## Història
Es tracta segurament d'una antiga casa pairal.
Fou el domicili de l'historiador Enric Bayerri i Bertomeu (1882-1958).